# Göcseji körtepálinka
A göcseji körtepálinka párlat, amely a dunántúli pálinkák közül elsőként kapta meg az eredetvédettséget.

## Felhasználható körtefajták
Göcsej környékén adottak azok a földrajzi körülmények, amelyek lehetővé teszik a meglehetősen kényes – állandó folyadékellátást és bőséges tápanyagellátást igénylő – körte termesztését. Mivel a göcseji termőtalaj alkalmas erre a feladatra, ezen a tájegységen komoly mezőgazdasági hagyománya van a gyümölcsnek és a belőle főzött pálinkának.
A göcseji körtepálinka alapanyagát mintegy 80 göcseji település földjein termesztik. Ahhoz, hogy valaki eredetvédett párlatot készítsen, meghatározott körtefajtákat kell felhasználnia. Ezek a bosc kobak, a vilmoskörte, a conference körte, a hardenpont téli vajkörte, a clapp kedveltje, a packham’s triumph, a fétel apát és nemes krasszán.
A bosc kobak körtefajta gyümölcsmérete nagy, száraz tapintású, húsa olvadó, íze erősen aromás. Ezt a fajtát beltartalmi jellemzői is kiemelik a többi körtefajta közül – a helyi körtepálinka alapanyagának legalább a felét ennek a fajtának kell adnia. A vilmoskörte a világon a legelterjedtebb körtefajta, húsa bőlevű, illatos, édes-savanykás ízű, muskotályos zamatú, feldolgozás során színe szép világos marad. A conference körte gyümölcsének alakja megnyúlt, enyhén bronzos. Öntözött körülmények között nagyon zamatos, aromás. A hardenpont téli vajkörte hasas gyümölcs, bőtermő, sárgászöld színű, olvadó húsú, október közepén szedhető, sokoldalúan felhasználható. A clapp kedveltje hasas, színe sárga, napos oldalán piros, húsa jóízű. A packham’s triumph a világ egyik vezető körtefajtája. Éretten sárgászöld, bőlevű, kitűnő ízű körte. Friss fogyasztásra ajánlott, de sokoldalúan felhasználható. A fétel apát körte gyümölcse igen megnyúlt alakú, színe világos zöldessárga, napos oldalán enyhén piros, húsa fehér, tömött, nagyon ízletes. A nemes krasszán körte középnagy, tompa kúpos alakú, húsa sárgásfehér, enyhén szemcsés, olvadékony, bő levű. Íze édes, fűszeres, savanykás és fanyar.
A göcseji körtepálinka egyik legjellemzőbb sajátosságát a körtehéj íze adja, amely akkor érvényesül a legjobban, amikor a felhasznált fajták az utóérés során már sárga héjjal rendelkeznek, de a gyümölcs húsa még nem puhult fel. Az ilyen utóérési állapotban cefrézett körtéből érhető el a jellegzetes göcseji íz.
A göcseji körtepálinka fizikai tulajdonságait tekintve lehet tükrösen tiszta, illetve abban az esetben, ha hordós érlelésnek vetik alá, barnássárga színűvé válik. Alkoholtartalma 38–40% között mozoghat.

## Külső hivatkozások
- A göcseji barackpálinka leírása - Vinoport
- A göcseji barackpálinka leírása - FVM
- A göcseji barackpálinka eredevédelme - ZEG Néplap[halott link]